# Tour de France 1954
| 41. Tour de France 1954 – Endstand |                       |                           |
| Streckenlänge                      | 23 Etappen, 4865,4 km | 23 Etappen, 4865,4 km     |
| Toursieger                         | Louison Bobet         | 140:06:05 h (34,728 km/h) |
| Zweiter                            | Ferdy Kübler          | + 15:49 min               |
| Dritter                            | Fritz Schär           | + 21:46 min               |
| Vierter                            | Jean Dotto            | + 28:21 min               |
| Fünfter                            | Jean Malléjac         | + 31:38 min               |
| Sechster                           | Stan Ockers           | + 36:02 min               |
| Siebenter                          | Louis Bergaud         | + 37:55 min               |
| Achter                             | Vincent Vitetta       | + 41:14 min               |
| Neunter                            | Jean Brankart         | + 42:08 min               |
| Zehnter                            | Gilbert Bauvin        | + 42:21 min               |
| Grünes Trikot                      | Ferdy Kübler          | 215,5 P.                  |
| Zweiter                            | Stan Ockers           | 284,5 P.                  |
| Dritter                            | Fritz Schär           | 286,5 P.                  |
| Bergwertung                        | Federico Bahamontes   | 95 P.                     |
| Zweiter                            | Louison Bobet         | 53 P.                     |
| Dritter                            | Richard Van Genechten | 46 P.                     |
| Teamwertung                        | Schweiz               | Schweiz                   |

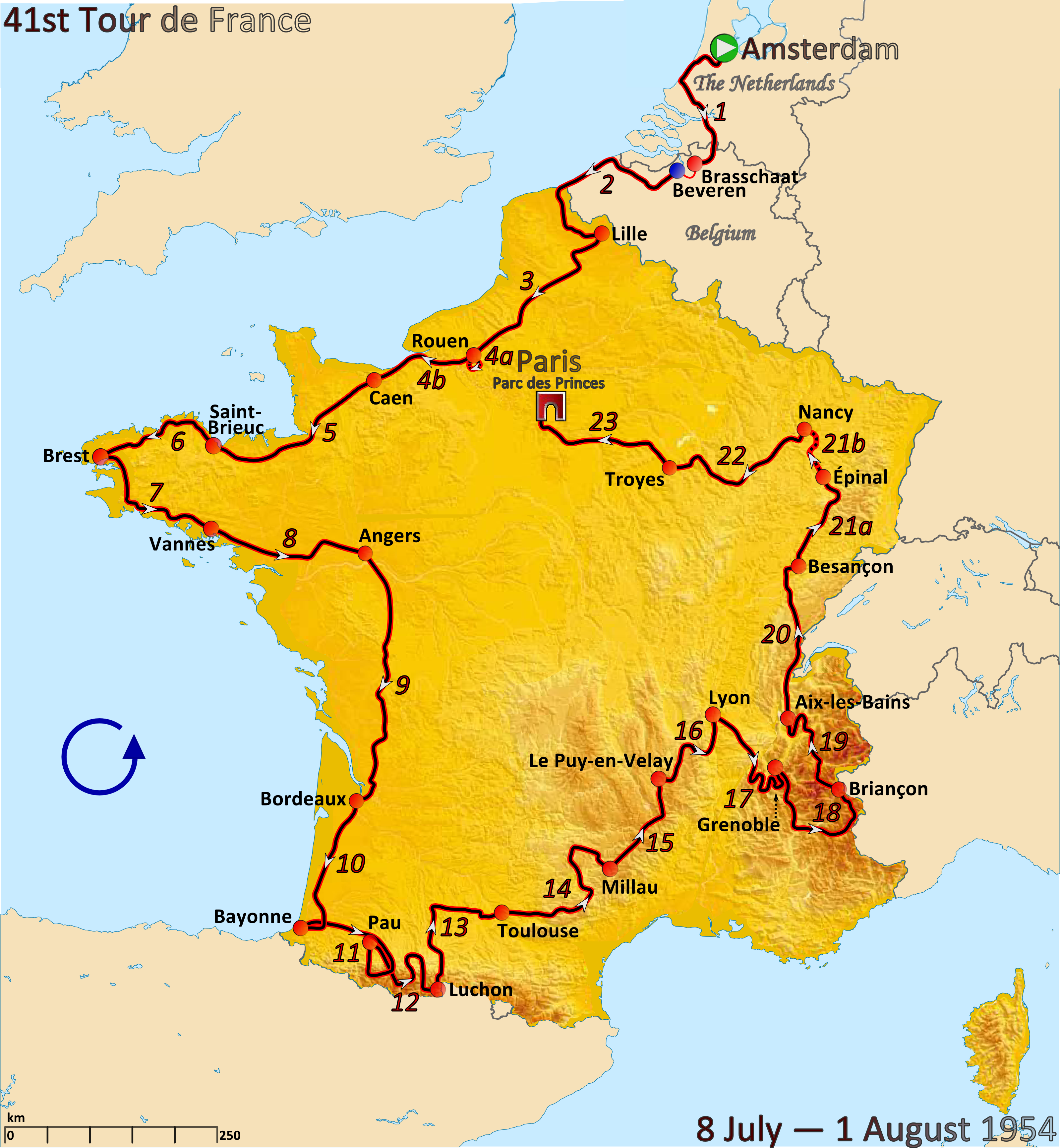
Streckenkarte der Tour de France 1954

Die 41. Tour de France fand vom 8. Juli – 1. August 1954 statt und führte auf 23 Etappen über 4.669 km. Zum ersten Mal fand der Start der Tour nicht in Frankreich statt: Die 110 Teilnehmer starteten in Amsterdam, von denen 69 in Paris ankamen. Italien stellte keine Mannschaft, nachdem es Meinungsverschiedenheiten mit der Tourleitung gegeben hatte.

## Rennverlauf
Die erste Etappe gewann der Niederländer Wout Wagtmans und übernahm das Gelbe Trikot. Nach einem Etappensieg auf der zweiten Etappe und einem guten Mannschaftszeitfahren konnte Vorjahressieger Louison Bobet die Gesamtführung übernehmen.
Allerdings holte sich Wagtmans die Führung wieder zurück, als er auf der 8. Etappe mit einer Ausreißergruppe ins Ziel kam. Doch bereits auf der ersten Bergetappe in den Pyrenäen verlor er das gelbe Trikot an den unbekannten Gilbert Bauvin, der es zwei Tage später an seinen französischen Landsmann Bobet weitergeben musste.
Wie im Jahr zuvor attackierte Bobet am Col d’Izoard und gewann nach einer Soloflucht. Damit legte er den Grundstein für seinen Toursieg, klar machte er seinen zweiten Tourerfolg in Serie mit dem Sieg im Einzelzeitfahren.
Auch wenn die schweizerische Mannschaft um Ferdy Kübler, Hugo Koblet und Fritz Schär Bobet unter Druck setzte und am Ende der Rundfahrt hinter Bobet die beiden anderen Podestplätze belegten, zeugt der Vorsprung von über einer Viertelstunde für die Dominanz Bobets, auch wenn die Mitfavoriten Koblet und Jean Robic nach Stürzen aufgeben mussten.
Kübler, Zweiter der Gesamtwertung sowie zweifacher Etappensieger, gewann das grüne Trikot. Die Bergwertung sicherte sich der spanische Kletterkünstler Federico Bahamontes.

## Die Etappen
| Etappen        | Start – Ziel                      | km         | Etappensieger     | Gelbes Trikot  |
| -------------- | --------------------------------- | ---------- | ----------------- | -------------- |
| 1. Etappe      | Amsterdam (NL) – Brasschaat (BEL) | 216        | Wout Wagtmans     | Wout Wagtmans  |
| 2. Etappe      | Beveren (BEL) – Lille             | 255        | Louison Bobet     | Wout Wagtmans  |
| 3. Etappe      | Lille – Rouen                     | 219        | Marcel Dussault   | Wout Wagtmans  |
| 4. Etappe (a)  | Rouen – Circuit des Essarts       | 10,4 (MZF) | Team Schweiz      | Louison Bobet  |
| 4. Etappe (b)  | Rouen – Caen                      | 131        | Wim van Est       | Louison Bobet  |
| 5. Etappe      | Caen – Saint-Brieuc               | 224        | Ferdy Kübler      | Louison Bobet  |
| 6. Etappe      | Saint-Brieuc – Brest              | 179        | Dominique Forlini | Louison Bobet  |
| 7. Etappe      | Brest – Vannes                    | 211        | Jacques Vivier    | Louison Bobet  |
| 8. Etappe      | Vannes – Angers                   | 190        | Fred De Bruyne    | Wout Wagtmans  |
| 9. Etappe      | Angers – Bordeaux                 | 343        | Henk Faanhof      | Wout Wagtmans  |
| 10. Etappe     | Bordeaux – Bayonne                | 202        | Gilbert Bauvin    | Wout Wagtmans  |
| 11. Etappe     | Bayonne – Pau                     | 241        | Stan Ockers       | Wout Wagtmans  |
| 12. Etappe     | Pau – Luchon                      | 161        | Gilbert Bauvin    | Gilbert Bauvin |
| 13. Etappe     | Luchon – Toulouse                 | 203        | Fred De Bruyne    | Gilbert Bauvin |
| 14. Etappe     | Toulouse – Millau                 | 225        | Ferdy Kübler      | Louison Bobet  |
| 15. Etappe     | Millau – Le Puy-en-Velay          | 197        | Dominique Forlini | Louison Bobet  |
| 16. Etappe     | Le Puy-en-Velay – Lyon            | 194        | Jean Forestier    | Louison Bobet  |
| 17. Etappe     | Lyon – Grenoble                   | 182        | Lucien Lazaridès  | Louison Bobet  |
| 18. Etappe     | Grenoble – Briançon               | 216        | Louison Bobet     | Louison Bobet  |
| 19. Etappe     | Briançon – Aix-les-Bains          | 221        | Jean Dotto        | Louison Bobet  |
| 20. Etappe     | Aix-les-Bains – Besançon          | 243        | Lucien Teisseire  | Louison Bobet  |
| 21. Etappe (a) | Besançon – Épinal                 | 134        | François Mahé     | Louison Bobet  |
| 21. Etappe (b) | Épinal – Nancy                    | 72 (EZF)   | Louison Bobet     | Louison Bobet  |
| 22. Etappe     | Nancy – Troyes                    | 216        | Fred De Bruyne    | Louison Bobet  |
| 23. Etappe     | Troyes – Paris                    | 180        | Robert Varnajo    | Louison Bobet  |